# Río Mannu di San Sperate
Mannu di San Sperate es un río situado en el sur de Cerdeña, Italia. Fluye por la llanura del Campidano, y desemboca muy cerca de la capital de provincia, en el Stagno di Cagliari. El área de la cuenca del río es de 509 km².